# Cephalophorus
Cephalophorus is een geslacht van zoogdieren uit de  familie van de holhoornigen (Bovidae). De wetenschappelijke naam van het geslacht werd in 1842 gepubliceerd door John Edward Gray.

## Taxonomie
Het geslacht werd in 2022 afgesplitst van Cephalophus.

### Soorten
Er worden 11 soorten in dit geslacht geplaatst:
- Cephalophorus brookei (O. Thomas, 1903)
- Cephalophorus callipygus (W. Peters, 1876) – Peters duiker
- Cephalophorus kivuensis (Lönnberg, 1919)
- Cephalophorus leucogaster (J. E. Gray, 1873) – Witbuikduiker
- Cephalophorus natalensis (A. Smith, 1834) – Rode duiker
- Cephalophorus niger (J. E. Gray, 1846) – Zwarte duiker
- Cephalophorus nigrifrons (J. E. Gray, 1871) – Zwartvoorhoofdduiker
- Cephalophorus ogilbyi (Waterhouse, 1838) – Ogilbys duiker
- Cephalophorus rubidus (O. Thomas, 1901) – Rwenzoriduiker
- Cephalophorus rufilatus (J. E. Gray, 1846) – Blauwrugduiker
- Cephalophorus weynsi (O. Thomas, 1901) – Weyns duiker